# ادوین جارویس
ادوین جارویس یک شخصیت مکمل در کتاب‌های کامیک مارول کامیکس به خصوص در داستان‌های انتقام جویان، مرد آهنی و مرد-عنکبوتی می‌باشد.

## زندگی‌نامه تخیلی شخصیت
جارویس در زمان جنگ جهانی دوم جزو نیروی هوایی سلطنتی بریتانیا بوده و برای سه سال متوالی قهرمان بوکس آنجا بود. بعد از آن به آمریکا آمد و خدمتکار خانواده استارک (هاوارد و ماریا) شد و حتی بعد از مرگ آن‌ها نیز همان‌جا ماند.
آنتونی «تونی» استارک (پسر هاوارد و ماریا) اولین نشست انتقام جویان را با عنوان مرد آهنی برگزار کرد و خانه‌اش را به گروه بخشید که به عمارت انتقام جویان معروف شد. به همین خاطر نیز جارویس در آنجا برای سال‌ها باقی ماند و برای تازه‌واردها به یک پدر تبدیل شد. او همچنین کسی بود که از اولین مهمان انتقام جویان یعنی کاپیتان آمریکا مراقبت کرد تا بهبود یابد.
او تنها کسی است که از ابتدا تا انتهای وجود انتقام جویان، با گروه همراه بود به‌طوری‌که حتی سابقه کاپیتان آمریکا هم از او کمتر است. به همین خاطر نیز کاپیتان آمریکا همیشه اصرار می‌ورزد که جارویس نیز به اندازه‌ای عضو انتقام جویان است که اوست.
جارویس اکثر زمانش را صرف بچه داری کردن از فرانکلین ریچاردز، پسر آقای شگفت‌انگیز و زن نامرئی کرده‌است. او همچنین نقش اسپانسر را برای عضو آینده انتقام جویان، پنجه نقره‌ای که به او دایی می‌گفت، زمانی که در حال بزرگ شدن بود بر عهده داشت.
خدمتکار انتقام جویان بودن برای جارویس به این معنی بود که گاهی او نیز مجبور به مبارزه با دشمنان شود. او حتی یک بار توسط متجاوزان به عمارت مورد ضرب وشتم قرار گرفت. او همچنین به شخصه در چندین ماجراجویی شرکت داشت، او کسی بود که تخیله قطار مترو و مبارزه علیه ماشین‌های شیطانی را فرماندهی می‌کرد. او در این زمان با زنی به نام گلوری رابطه‌ای داشت. جارویس همچنین در زمان «جنبش انتقام» هیدرو-بیس شناور را از دست ربات‌های دکتر دووم نجات داد. او حتی در هجوم استادان شیطان به عمارت حضور داشت. او در این تهاجم به شدت توسط آقای هاید کتک خورد در حالی که کاپیتان آمریکا مجبور بود این اتفاق را تماشا کند. مدتی طول کشید تا جراحت‌های او بهبود یابند و حتی مجبور شد برای مدتی از چشم‌بند استفاده کند. جارویس یک بار با لوکی مواجه شد؛ لوکی او را فریب می‌دهد تا وارد عمارت انتقام جویان شود.
جارویس در طول خدمتکاری‌اش برای انتقام‌جویان، از وسایلی با قدرت زیاد همچون «تابوت زمستان‌های باستانی» نگهداری می‌کرد.
وقتی که انتقام‌جویان جدید شکل گرفت، از جارویس خواسته شد تا از تعطیلات «بعد از سالها» اش بازگردد تا از خدمات مخصوصش استفاده شود. جارویس چندین با ولورین دربارهٔ رسوم آشپزخانه بحث کرد و هر دفعه به این نتیجه رسیدند که عمه می مرد عنکبوتی بهترین فرد برای اداره آشپزخانه است. جارویس به سرعت با عمه می، که به همراه پیتر و مری جین که بعد از آتش گرفتن خانه‌شان به برج استارک آمده بودند، رابطه‌ای تشکیل داد. زمانی که مرد-عنکبوتی در «جنگ داخلی» تغییر موضع داد، عمه می و مری جین به برج استارک پناه بردند تا زنده بمانند.

## زندگی خصوصی
ادوین جارویس یک بار رابطه‌ای نامه‌ای را با دختری جوان آغاز کرد که بعدها این دختر به پنجه نقره‌ای تبدیل شد. سفر او به آمریکا برای ملاقات با ادوین زمانی خراب شد که او مجبور به کمک برای دفع حملهٔ سنگین تروریستی شد. تلاش پنجه‌نقره‌ای منجر به حفظ مردم و خود ادوین که در فرودگاه بودند شد.

## در دیگر رسانه‌ها

### تلویزیون
- ادوین جارویس به عنوان یک نقش مکمل در سریال کارتونی انتقام جویان: متحد می‌ایستند با صدای گراهام هارلی حضور داشت.
- جارویس در سریال کارتونی انتقام جویان: قویترین قهرمانان زمین با صدای فیل لامر حضور داشت.[۷] او به عنوان هوش مصنوعی زره استارک، شرکت استارک و عمارت انتقام جویان در این سریال حضور داشت.
- جارویس در سریال کارتونی مرد آهنی: ماجراجویی با زره با صدای فیل لامر حضور داشت. او به عنوان سیستم عامل زره‌های استارک در این سریال حضور داشت.
- جارویس در سریال کارتونی مرد-عنکبوتی نهایی با صدای فیل لامر حضور داشت.
- جارویس در سریال مامور کارتر با نقش افرینی جیمز دارسی: به عنوان خدمتکار هاوارد استارک و دوست و همکار پگی کارتر (نامزد کاپیتان آمریکا) حضور پررنگ و تاثیرگذاری در روند داستان داشت

### سینما
- ادوین جارویس حضور کوتاهی در انیمیشن انتقام جویان نهایی(۲۰۰۶) داشت.
- ادوین جارویس در انیمیشن انتقام جویان نهایی ۲(۲۰۰۶) با صدای فرد تاتاسکیور حضور داشت.
- در فیلم سینمایی مرد آهنی (۲۰۰۸)، جارویس به عنوان یک سیستم با هوش مصنوعی با صدای پل بتانی حضور داشت. جارویس تمام سیستم‌های داخلی خانه تونی استارک را می‌گرداند و درون زره او نیز آپلود شده‌است تا به او کمک کند. پل بتانی تأیید کرده‌است که حتی در زمانی که در حال ضبط بوده‌اند، چیز زیادی از نقش این شخصیت نمی‌دانسته است و این کار را تنها به عنوان لطفی به دوستش (کارگردان فیلم، جان فاورو) کرده‌است.[۸] در فیلم‌نامه پیتر دیوید، جارویس مخفف نام "Just A Rather Very Intelligent System" (به فارسی: فقط یک سیستم فوق هوشمند) است.[۹]
- جارویس در فیلم سینمایی مرد آهنی ۲ (۲۰۱۰) با صدای پل بتانی حضور داشت.[۱۰]
- جارویس در فیلم سینمایی انتقام‌جویان (۲۰۱۲) با صدای پل بتانی حضور داشت.[۱۱]
- جارویس باری دیگر در مرد آهنی ۳ (۲۰۱۳) با صدای پل بتانی حضور داشته‌است.
- جارویس در فیلم "انتقام جویان:عصر اولتران" "2015" به وسیلهٔ آلتران از بین رفت. اما بعد معلوم شد او سالم است و تونی استارک او را به ویژن تبدیل کرد.
- در فیلم "کاپیتان آمریکا:جنگ داخلی" "2016" تونی استارک، جارویس را با هوش مصنوعی دیگری که نام آن را" فرایدی"Friday گذاشته است، تعویض می‌کند (به‌علت نابودی جارویس به دست آلتران).